# Gidsland
Een gidsland is een land dat een voorbeeld is voor andere landen, met name wat betreft overheidsbeleid en waarden en normen in de samenleving.
In Nederland wordt het woord vooral gebruikt voor het land zelf. Nederland is op veel vlakken een progressief land, bijvoorbeeld door de positie ten aanzien van softdrugs, het homohuwelijk, euthanasie en abortus. Op dit soort vlakken is Nederland vaak in de wereld een van de landen geweest die een bepaald beleid als eerste toestonden; het homohuwelijk werd bijvoorbeeld als eerste in Nederland ingevoerd. Ten eerste omdat bepaalde delen van dit beleid later werden overgenomen door andere landen en ten tweede omdat een aanzienlijk deel van de Nederlandse bevolking trots was op het eigen beleid, werd het land als voorbeeld gezien voor andere landen, als een land dat voorop liep en andere landen wel de weg kon wijzen. Oftewel, als een 'gidsland'.
Mede ten tijde van de Fortuyn-'revolte' is het klimaat in Nederland omgeslagen. Er kwam minder nadruk te liggen op progressieve zaken, als eerder benoemd. Onder de kabinetten-Balkenende en -Rutte I werd meer conservatief beleid gevoerd. Hierdoor wordt minder gesproken over Nederland als een 'gidsland'.